# Eva Perón

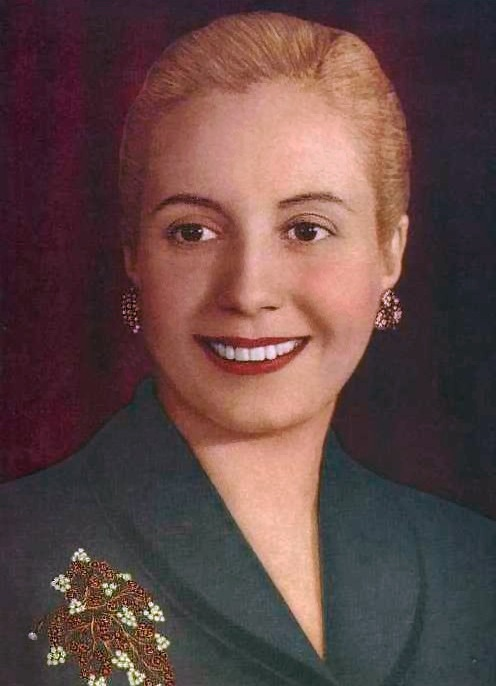
Chân dung của Evita

Eva Perón tên đầy đủ là María Eva Duarte de Perón, Maria Eva Ibarurgen hay còn được biết đến với cái tên Evita (7 tháng 5 năm 1919 – 26 tháng 7 năm 1952) là người vợ thứ hai của Tổng thống Argentina Juan Perón (1895–1974) và đã trở thành Đệ nhất phu nhân của Argentina từ năm 1946 cho đến khi bà mất vào 1952. Bà được người dân Argentina ngưỡng mộ vì đã đấu tranh giành quyền bầu cử cho phụ nữ, đảm bảo lợi ích cho người lao động và thành lập các bệnh viện cũng như các trại mồ côi.

## Tiểu sử
Evita sinh ra ở một thị trấn nghèo, miền đồng hoang Argentina năm 1919. Khi lớn lên, bà đến thủ đô Buenos Aires, để theo nghiệp điện ảnh, làm diễn viên. Evita bắt đầu nổi tiếng sau khi kết hôn với đại tá Juan Domingo Perón vào năm 1945. sáu tháng sau Eva trở thành đệ nhất phu nhân nước Argentina. Bà đã ở bên chồng khi ông được bầu làm tổng thống năm 1946.
Bà đã có những dấu ấn, đóng góp nhất định cho đất nước nhất là dành những tình cảm cho người nghèo. Cuối những năm 40, Argentina là một đất nước giàu có và tràn trề hy vọng. Evita đã thúc đẩy những luật mới, cho phép phụ nữ Argentina lần đầu tiên được đi bầu cử và trẻ em vô thừa nhận được hưởng những quyền bình đẳng. Người nhập cư và dân nghèo rất mến mộ bà. Tuy vậy, đối với nhiều người thuộc tầng lớp trung lưu ở Argentina, bà là biểu tượng của chủ nghĩa dân tuý phi dân chủ, một người luôn lợi dụng quyền lực cho mục đích cá nhân.
Là vợ tổng thống, Eva Perón có uy tín lớn để vận động cho các quyền của phụ nữ và nâng cao mức sống những người cùng khổ. Evita có tài diễn thuyết nồng nhiệt, bà còn khiến dân chúng thương cảm vì vẻ ngoài yếu ớt của mình. Năm 1952, Eva nhận tước hiệu "người lãnh đạo tinh thần của đất nước". Evita bị bệnh ung thư rồi mất ngày 26 tháng 7 năm 1952. Hàng triệu người Argentina đã đổ ra đường dự lễ tang của bà. Thi thể ướp dầu thơm của bà ban đầu được một sĩ quan quân sự trông coi, sau đó được đưa tới một số nước châu Âu và cuối cùng yên nghỉ tại một nghĩa trang ở Bueno Aires.
Trên mộ của bà có ghi câu nói đã trở thành nổi tiếng: "Đừng khóc vì tôi, Argentina, tôi sẽ luôn ở gần bên các bạn".

## Di sản

Tượng của Evita

Tổng thống Cristina Fernandez de Kirchner được xem là Evita mới của Argentina và bà Cristina cũng cho rằng thế hệ phụ nữ của mình mang một món nợ đối với Eva Perón và đánh giá rằng bà là:
- "Tấm gương sáng của lòng nhiệt tình và ý chí chiến đấu"
- "Là một biểu tượng mang tính văn hóa và lịch sử đối với toàn thể dân chúng Argentina"
- "Bà có rất nhiều kẻ thù, đồng thời cũng được nhiều người mến mộ nhất. Bà là người bị xúc phạm nhiều nhất, bị lăng mạ và coi thường nhiều nhất nhưng cũng là người được sùng kính nhất. Một người bị xỉ nhục nhiều nhất nhưng hôm nay vinh quang bất diệt"

Hiện có một bức chân dung khổng lồ cao bằng tòa nhà 10 tầng của bà Eva được khai trương tại thủ đô Buenos Aires cao 31m và rộng 24m, nhìn xuống một đại lộ tấp nập cắt ngang trung tâm thủ đô, miêu tả bà Eva xinh đẹp với búi tóc đặc trưng của bà. Sự tôn vinh này lấy cảm hứng từ bức tượng Che Guevara nổi tiếng trên Quảng trường Cách mạng thủ đô La Habana của Cuba.
Cuộc đời của Evita đã được dựng thành một bộ phim cùng tên và Evita do ca sĩ Madonna thủ vai, với vai diễn này, Madonna đã đoạt giải Quả cầu vàng cho Nữ diễn viên xuất sắc, tuy vậy Tổng giám mục của Buenos Aires (Argentina) phản đối vai diễn Eva Perón của Madonna.